# 日龙代勒
日龙代勒（法語：Girondelle，法語發音：[ʒiʁɔ̃dɛl]）是法国大東部大區阿登省的一个市镇，属于沙勒维尔-梅济耶尔区。

## 地理
日龙代勒（49°50'44"N, 4°23'22"E）面积11.53 平方千米，位于法国大東部大區阿登省，该省份为法国北部内陆省份，西接埃纳省，南至马恩省，东临默兹省，北与比利时接壤。
与日龙代勒接壤的市镇（或旧市镇、城区）包括：欧维莱尔-莱福日、尚普兰、埃斯特尔拜、埃泰尼耶尔、弗莱涅阿维、莫贝尔方丹。

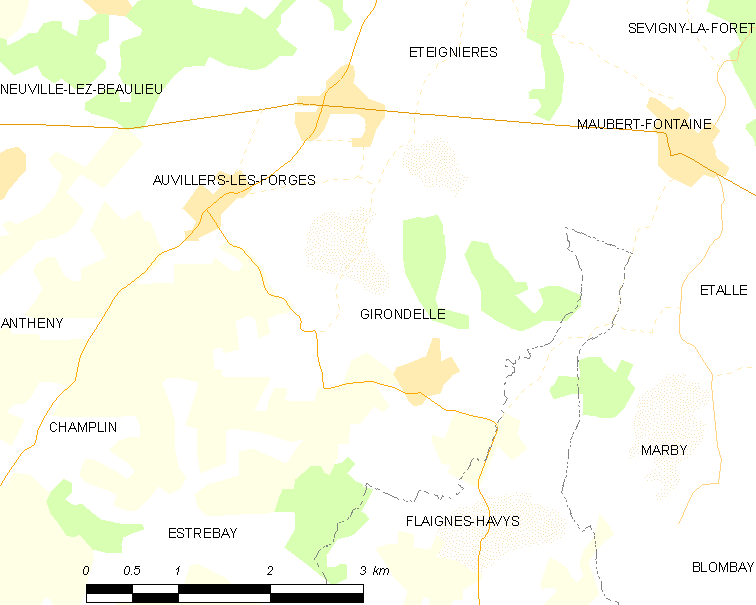
日龙代勒的OSM定位图

日龙代勒的时区为UTC+01:00、UTC+02:00（夏令时）。

## 行政
日龙代勒的邮政编码为08260，INSEE市镇编码为08189。

## 政治
日龙代勒所属的省级选区为锡尼拉拜县。

## 人口

1962-2008年间日龙代勒人口变化图示

日龙代勒于2022年1月1日时的人口数量为157人。